# Joana Rosselló i Ximenes
Joana Rosselló i Ximenes (Inca, 15 de juliol de 1958) és una lingüista interessada en els fonaments biocognitius del llenguatge humà i dedicada a la docència impartint principalment cursos de lingüística general, sintaxi, gramàtica generativa i transformacional, tipologia sintàctica, adquisició del llenguatge i biolingüística.
Primer va treballar en la teoria de la sintaxi “tout court” (paràmetre prodrop especialment) i, transitòriament, en l'adquisició de la primera llengua. Més recentment, tot i seguir amb la recerca sintàctica (tipus de frase copulativa), va trobar convenient eixamplar horitzons treballant en la investigació dels components que integren la facultat de llenguatge des del punt de vista de la seva evolució (“Combinatorial properties at the roots of language”). També investiga l'estructura lingüística en la modalitat gestuovisual (LSC, Llengua de Signes Catalana, en particular). Col·labora en el Laboratori de LSC (Laboratori de Llengua de Signes Catalana).